# Gare de Cantin
Cet article possède un paronyme, voir gare de Pantin.
La gare de Cantin est une gare ferroviaire française de la ligne de Saint-Just-en-Chaussée à Douai, située sur le territoire de la commune de Cantin dans le département du Nord, en région Hauts-de-France. 
Elle est mise en service en 1881 par la Compagnie des chemins de fer de Picardie et des Flandres avant de devenir une gare de la Compagnie des chemins de fer du Nord en 1883. C'est une halte voyageurs de la Société nationale des chemins de fer français (SNCF), desservie par des trains TER Hauts-de-France.

## Situation ferroviaire
Établie à 42 mètres d'altitude, la gare de Cantin est située au point kilométrique (PK) 215,7 de la ligne de Saint-Just-en-Chaussée à Douai, entre les gares d'Arleux et de Sin-le-Noble.

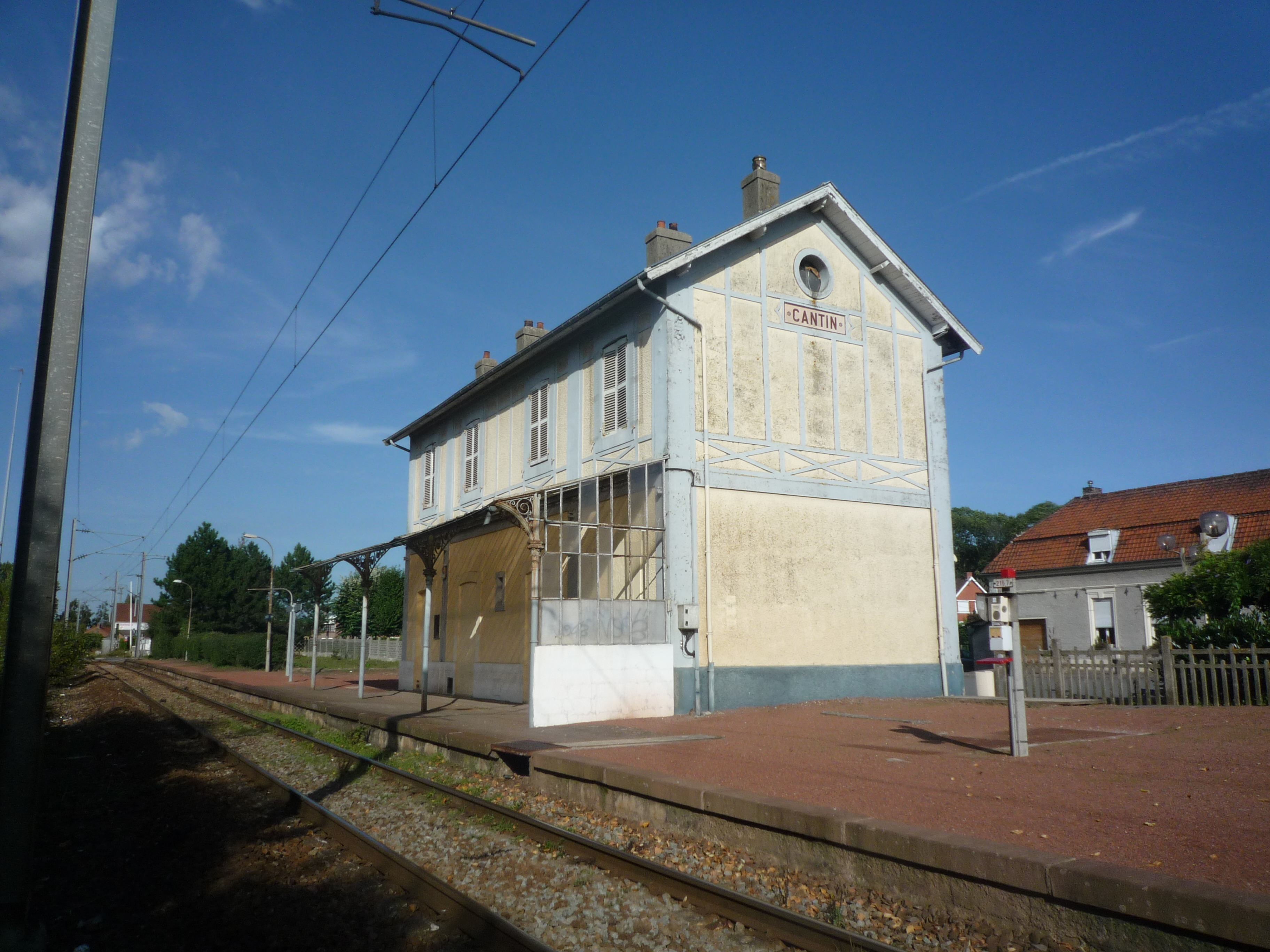
L'intérieur de la halte et l'ancien bâtiment voyageurs.

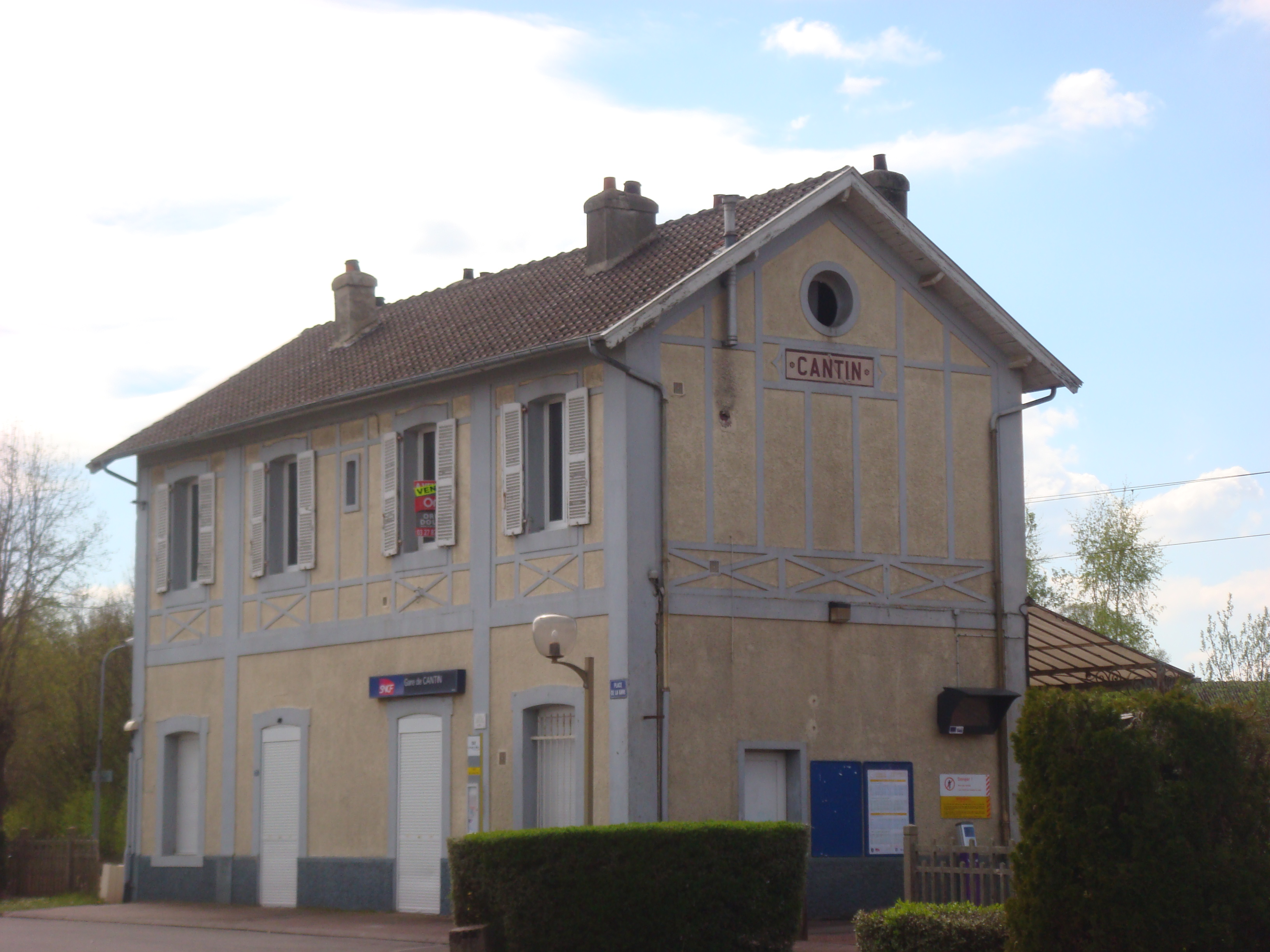
Gare en 2013

## Histoire
La gare de Cantin est prévue dans le projet du tracé de la ligne de Cambrai à Douai concédée à la Compagnie des chemins de fer de Picardie et des Flandres, en août 1880 la construction de la gare est commencée et elle doit être mise en service lors de l'ouverture de la ligne prévue en 1881.
L'ancien bâtiment voyageurs, fermée au public depuis plus de 15 ans, va devenir le premier « Centre de Découverte du Monde des Géants », consacrée à la tradition des géants du Nord-Pas-de-Calais. Ce projet a reçu le soutien de la SNCF qui va mettre en place à cette occasion, le premier « Point TER » de la région.En 2013, le projet semble abandonné ;la gare est à vendre.

## Service des voyageurs

### Accueil
Halte SNCF, c'est un point d'arrêt non géré (PANG) à accès libre.

### Desserte
Cantin est desservie par des trains TER Hauts-de-France qui effectuent des missions entre les gares de Lille-Flandres, ou de Douai, et de Saint-Quentin, ou de Cambrai.

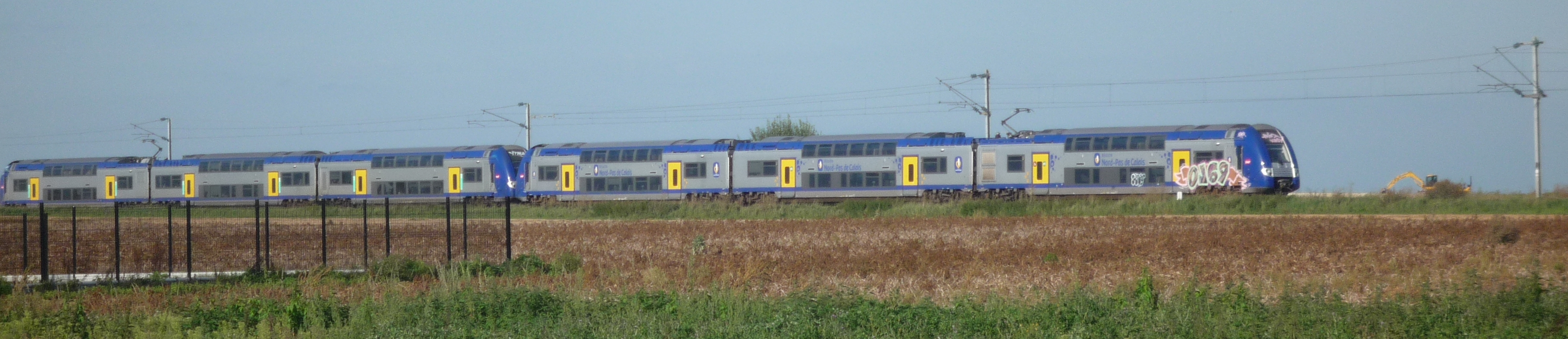
Arrivée d'une rame TER en gare de Cantin.

### Intermodalité
Un parking pour les véhicules y est aménagé.
La gare est desservie par les lignes 19 et 21 du réseau Évéole.

## Galerie

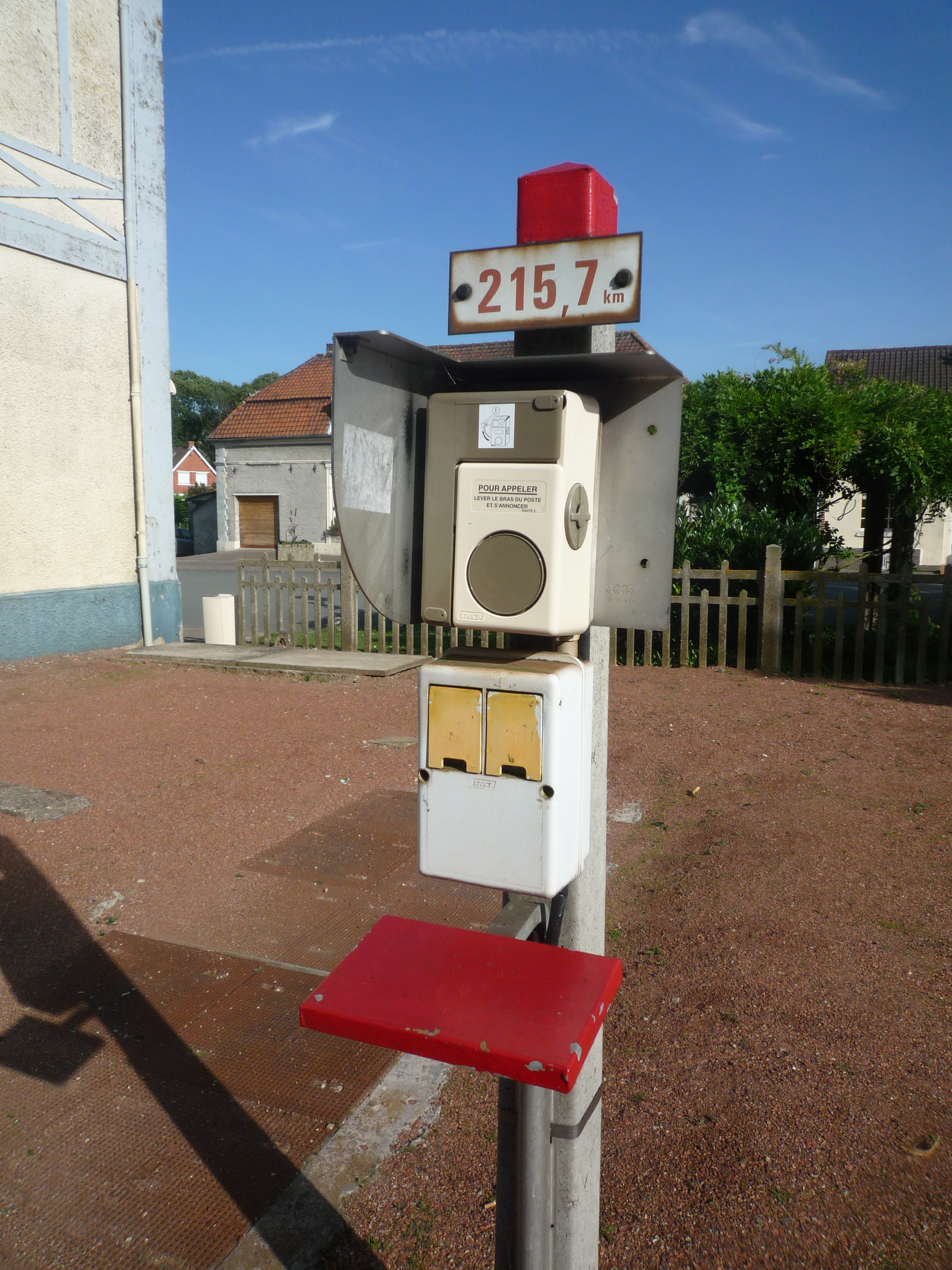
Dispositif d'alarme pour les voyageurs.
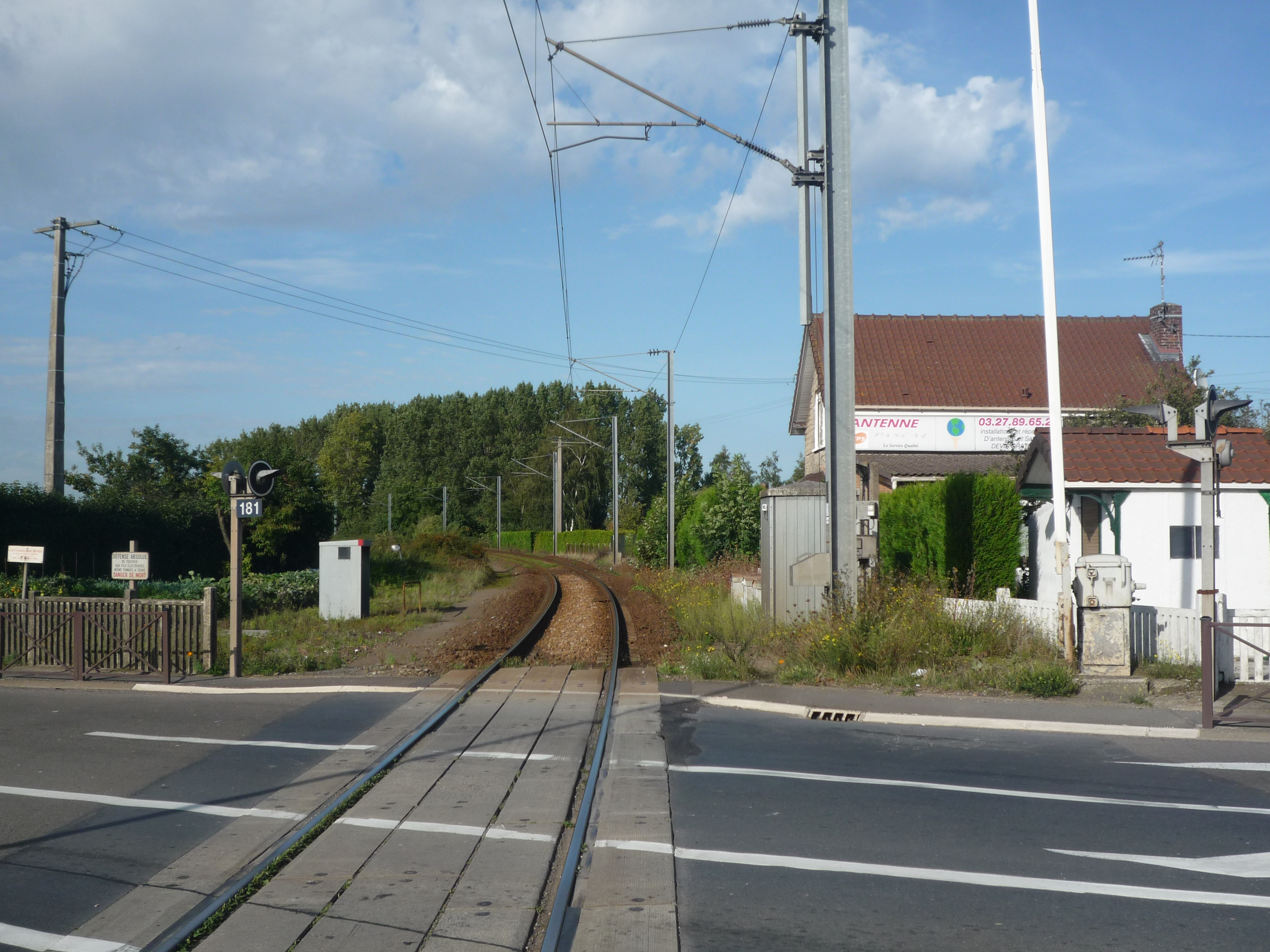
Passage à niveau.
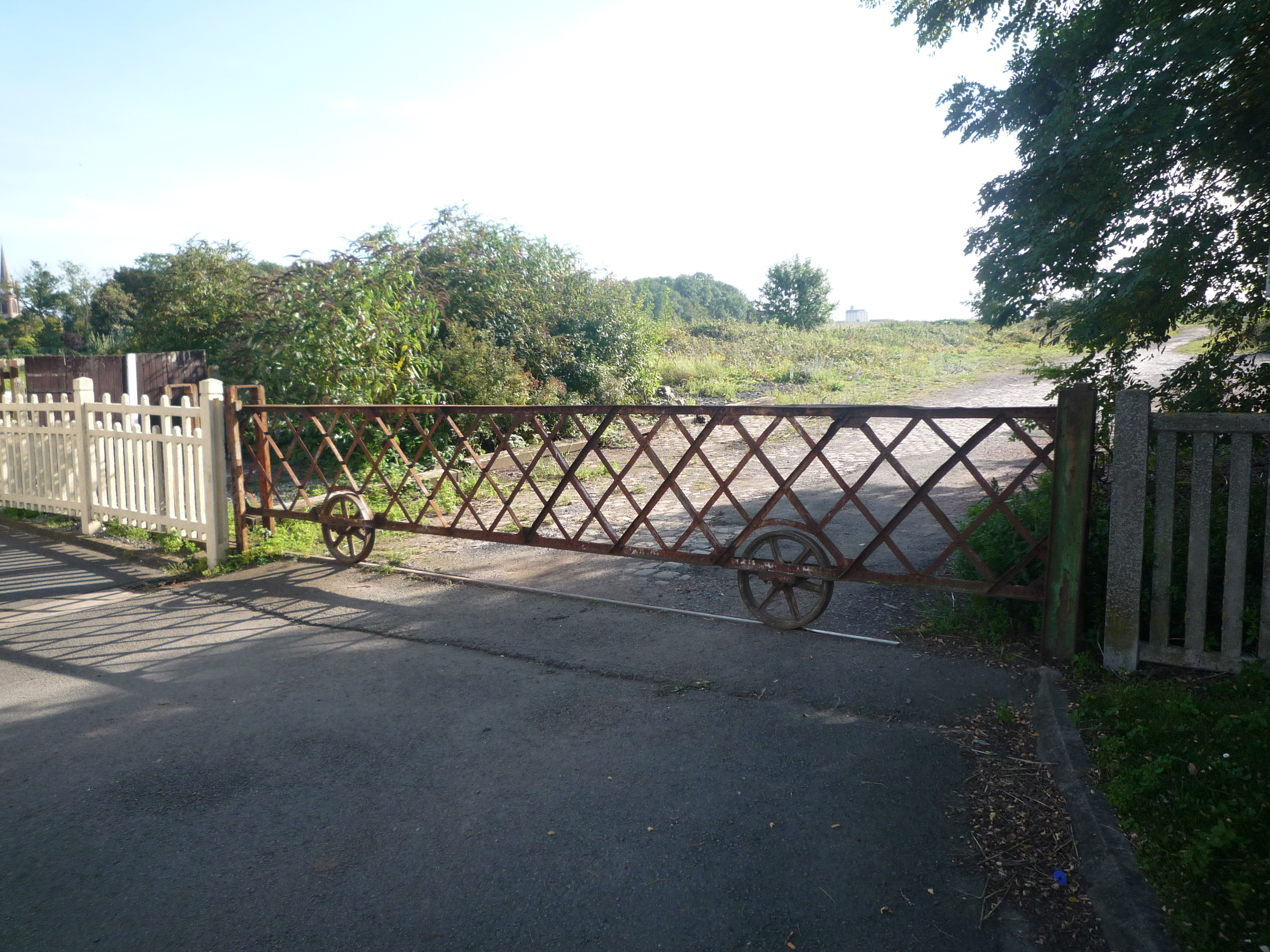
Ancienne barrière sur roues.
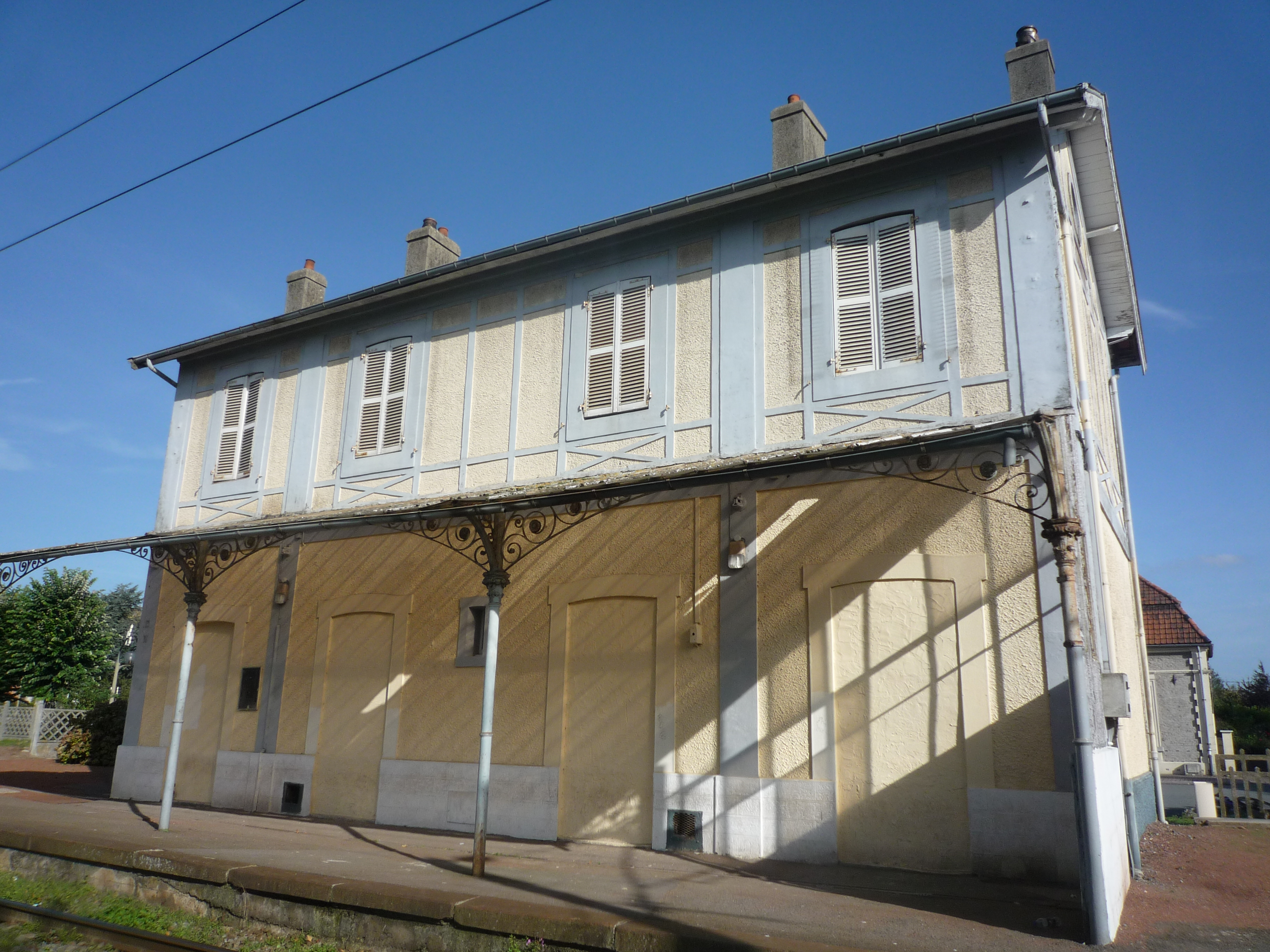
Ancienne marquise servant d'abri de quai.